# Cirriphyllum pirottae
Cirriphyllum pirottae är en bladmossart som beskrevs av Brotherus 1909. Cirriphyllum pirottae ingår i släktet hårgräsmossor, och familjen Brachytheciaceae. Inga underarter finns listade i Catalogue of Life.